# Грінвілл (Джорджія)
Грінвілл (англ. Greenville) — місто (англ. city) в США, в окрузі Мерівезер штату Джорджія. Населення — 794 особи (2020).

## Географія
Грінвілл розташований за координатами 33°1′53″ пн. ш. 84°42′57″ зх. д. / 33.03139° пн. ш. 84.71583° зх. д. (33.031333, -84.715839).  За даними Бюро перепису населення США в 2010 році місто мало площу 6,11 км², з яких 6,07 км² — суходіл та 0,04 км² — водойми.

## Демографія
Згідно з переписом 2010 року, у місті мешкало 876 осіб у 336 домогосподарствах у складі 217 родин. Густота населення становила 143 особи/км².  Було 413 помешкання (68/км²).
Расовий склад населення:
| - 73,2 % — чорних або афроамериканців - 22,9 % — білих - 1,3 % — азіатів - 0,6 % — корінних американців |

До двох чи більше рас належало 1,9 %. Частка іспаномовних становила 0,5 % від усіх жителів.
За віковим діапазоном населення розподілялося таким чином: 30,3 % — особи молодші 18 років, 56,2 % — особи у віці 18—64 років, 13,5 % — особи у віці 65 років та старші. Медіана віку мешканця становила 32,6 року. На 100 осіб жіночої статі у місті припадало 76,6 чоловіків;  на 100 жінок у віці від 18 років та старших — 74,1 чоловіків також старших 18 років.
Середній дохід на одне домашнє господарство  становив 35 439 доларів США (медіана — 25 347), а середній дохід на одну сім'ю — 46 629 доларів (медіана — 38 750). Медіана доходів становила 42 552 долари для чоловіків та 28 438 доларів для жінок. За межею бідності перебувало 40,8 % осіб, у тому числі 48,8 % дітей у віці до 18 років та 28,3 % осіб у віці 65 років та старших.
Цивільне працевлаштоване населення становило 304 особи. Основні галузі зайнятості: виробництво — 32,6 %, транспорт — 10,2 %, мистецтво, розваги та відпочинок — 10,2 %.